# 기업 활력 제고를 위한 특별법
기업 활력 제고를 위한 특별법 또는 일명 원샷법은 기업이 자발적인 사업재편을 신속하게 추진할 수 있도록 관련 절차 및 규제 등을 개선함으로써 기업의 활력과 산업의 경쟁력을 제고하고 시장에서의 경쟁을 촉진하여 국민경제의 건전한 발전에 기여함을 목적으로 하는 대한민국의 특별법이다. 2016년 2월 4일에 대한민국 국회 본회의를 통과했다.

## 제정 과정
- 2016년 2월 4일 : 국회 본회의장에서 찬성 174명, 반대 24명, 기권 25명으로 통과됐다.[1]
- 2016년 2월 12일 : 기업 활력 제고를 위한 특별법이 정식으로 공포되었다. 시행은 6개월 뒤인 8월 13일이다.

## 내용
- 공급 과잉에 따른 어려움으로 사업을 재편하려는 기업에 세제 및 금융 혜택과 인수합병 절차 간소화
- 지주회사 주식 보유 규제의 유예 기간을 2년에서 3년으로 변경
- 회사 합병 반대 주주의 주식매수 기간이 1개월에서 3개월로 연장
- 주식매수청구권 요청 기간이 주총 후 20일에서 10일로 단축
- 소규모 합병시 신주가 발행주식의 20% 미만일 때 주주총회 대신 이사회 승인으로 대체
- 대상 기업에 대한 법 적용기간 3년
- 기업활력 제고를 위한 특별법 심사 및 승인 때 근로자의 이익침해 여부 고려
- 사업재편의 목적이 ‘경영권의 승계나 특수관계인의 지배구조 강화, 계열사에 대한 부당한 이익의 제공’ 등에 있다고 판단되면 지원액의 세 배에 달하는 과징금 부과
- 집단 내 부채비율이 200%를 넘는 계열사는 원샷법의 채무보증 특례에서 제외[1]

## 같이 보기
- 박근혜 정부의 규제개혁안